# 日本自由メソヂスト教団
日本自由メソヂスト教団は、大井清美が代表を務める日本の宗教法人である。
日本のプロテスタント系メソジスト派で、日本キリスト教協議会の準加盟教団である。

## 歴史
- 1860年 米国メソジスト監督教会から分離して、B.T.ロバーツによって結成された。
- 1895年 日本伝道を開始した。
- 1896年 河辺貞吉が日本伝道の責任者となり関西を中心にして伝道活動をした。
- 1941年 日本基督教団の成立と共に、第八部に加入した。
- 1947年 FM会を組織して教団内で活躍していた。
- 1953年5月 教団総会を開き日本基督教団より独立。
- 1961年 自由メソヂストの世界機構成立に際して機構を改革して、自主自給の教団になった。

## 特色
- ウェスレー主義の福音主義的立場を継承している。
- 教団の教義は23箇条に記され、その内容はウェスレーの2箇条の信仰箇条とほとんど同じである。
- 教職養成のために、大阪基督教学院を設立した。